# Crumenula urceoliformis
Crumenula urceoliformis är en svampart som först beskrevs av Petter Adolf Karsten, och fick sitt nu gällande namn av Petter Adolf Karsten 1871. Crumenula urceoliformis ingår i släktet Crumenula och familjen Helotiaceae.   Inga underarter finns listade i Catalogue of Life.
I den svenska databasen Dyntaxa används istället namnet Godronia urceoliformis för samma taxon.  Arten är reproducerande i Sverige.